# Christian Dierstein

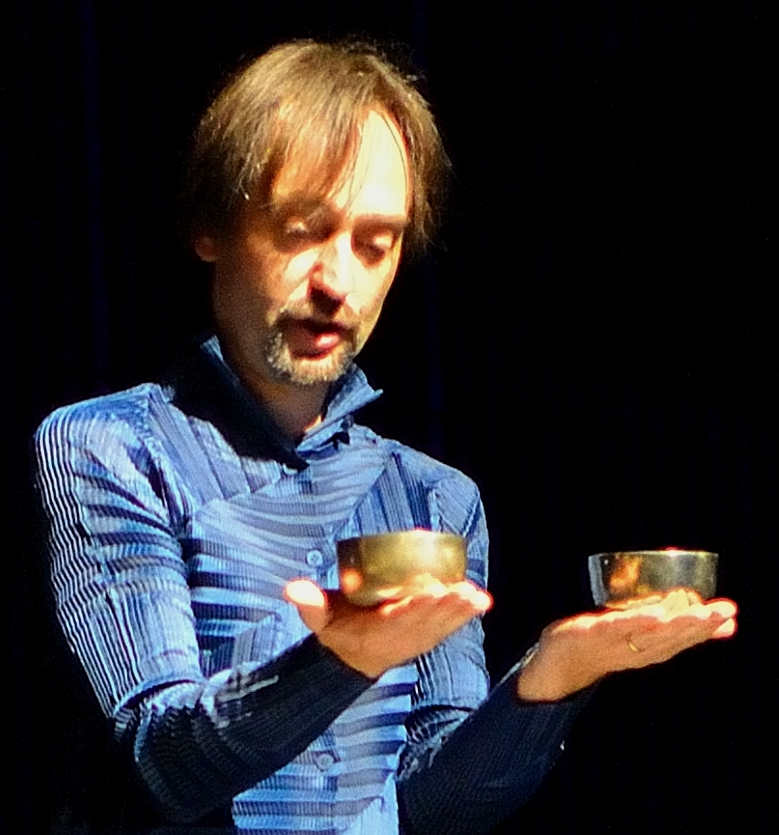
Christian Dierstein

Christian Dierstein (* 1965 in Stuttgart) ist ein deutscher Musiker, Kammermusiker und Schlagzeuger.

## Leben
Dierstein absolvierte ein Musikstudium bei Bernhard Wulff in Freiburg, bei Gaston Sylvestre in Paris und bei Wassilios Papadopoulos in Mannheim. Dierstein war Stipendiat der Deutschen Studienstiftung sowie der Akademie Schloss Solitude in Stuttgart.
Seit 1988 ist Dierstein Schlagzeuger des ensemble recherche. Ab 1994 bildete er außerdem mit Yukiko Sugawara und Marcus Weiss das Kammermusiktrio trio accanto. 2012 schied Yukiko Sugawara aus dem Trio aus; ihr Nachfolger ist Nicolas Hodges.
Dierstein gab Solokonzerte, unter anderem in der Reihe Rising Stars, mit der er in der Kölner Philharmonie, im Wiener Konzerthaus und Concertgebouw Amsterdam auftrat.
Als Solist trat er 2001 beim Internationalen Beethovenfest in Bonn auf. Außerdem trat er bei den Wiener Festwochen, bei der Münchener Biennale, bei den Donaueschinger Musiktagen und bei der Biennale von Venedig auf. 2005 spielte Dierstein gemeinsam mit dem Freiburger Barock Consort im Kammermusiksaal der Berliner Philharmonie Werke von Morton Feldman und Salvatore Sciarrino. Im Studio Neue Musik des Westdeutschen Rundfunks spielte er die Komposition Refrain von Karlheinz Stockhausen.
Bei den Donaueschinger Musiktagen 2007 brachte Dierstein mit dem ensemble recherche  Werke der Neuen Musik zur Uraufführung. Die Uraufführungen wurden vom SWR aufgezeichnet.
Als Solist und Kammermusiker wirkte Dierstein bei Rundfunk- und CD-Einspielungen mit. Er spielte unter anderem Werke von Wolfgang Rihm und Dieter Schnebel ein. Außerdem interpretierte er Werke von Claude Vivier. Gemeinsam mit dem Dirigenten Lothar Zagrosek nahm er die Werke Air und Interieur I von Helmut Lachenmann auf.
Dierstein wirkte auch in mehreren Uraufführungen von Kompositionen von Manos Tsangaris mit. So spielte Dierstein 1998 mit dem trio accanto bei der MusikBiennale Berlin die Uraufführung von Drei Orte und 2000 als Solist die Uraufführung von Initium in Rümlingen. 2007 spielte Dierstein die Uraufführung von Beat Boxer, einer Komposition für Solo-Schlagzeug und Sprecher, von Manfred Stahnke.
Für Hörspiele und Theaterproduktionen verfasste Dierstein auch eigene Kompositionen.
Seit 2001 ist er Professor für Schlagzeug und neue Kammermusik an der Hochschule für Musik in Basel.
Schwerpunkte seiner künstlerischen Beschäftigung als Musiker sind die Auseinandersetzung mit außereuropäischer Musik und die freie Improvisation. Dierstein ist Leiter des Forschungsprojekts Das neue Schlagzeug, welches gemeinsam mit dem Elektronischen Studio Basel und dem Bärenreiter-Verlag durchgeführt wird.
Seit 2008 ist Christian Dierstein Dozent bei den Internationalen Darmstädter Ferienkursen für Neue Musik in Darmstadt.